# Ullensaker/Kisa Idrettslag 2019
Questa voce raccoglie le informazioni riguardanti l'Ullensaker/Kisa Idrettslag nelle competizioni ufficiali della stagione 2019.

## Stagione
La stagione dell'Ullensaker/Kisa è cominciata con la nomina di Trond Fredriksen come nuovo allenatore. La squadra ha chiuso l'annata all'8º posto finale. L'avventura nel Norgesmesterskapet è terminata invece al terzo turno, con l'eliminazione subita per mano del Rosenborg.
Stefan Hagerup è stato il calciatore più utilizzato in stagione, con 33 presenze. Kristoffer Normann Hansen è stato invece il miglior marcatore con 6 reti, realizzate tra campionato e coppa.

## Rosa
| N. |                     | Ruolo | Calciatore              |
| -- | ------------------- | ----- | ----------------------- |
| 1  | Norvegia (bandiera) | P     | Alexander Håkull-Vangen |
| 2  | Norvegia (bandiera) | C     | Sander Jonassen Forø    |
| 3  | Norvegia (bandiera) | D     | Vegard Kongsro          |
| 4  | Somalia (bandiera)  | D     | Ciise Abshir            |
| 5  | Norvegia (bandiera) | D     | Nikolas Walstad         |
| 6  | Norvegia (bandiera) | C     | Eric Kitolano           |
| 7  | Kenya (bandiera)    | A     | Alfred Scriven          |
| 7  | Norvegia (bandiera) | C     | Magnus Retsius Grødem   |
| 8  | Norvegia (bandiera) | C     | Sverre Økland           |
| 9  | Norvegia (bandiera) | A     | Ole Kristian Langås     |
| 10 | Norvegia (bandiera) | A     | Martin Trøen            |
| 11 | Norvegia (bandiera) | C     | Christian Aas           |
| 12 | Norvegia (bandiera) | P     | Christoffer Gjertsen    |
| 13 | Norvegia (bandiera) | C     | Martin Søreide          |
| 14 | Norvegia (bandiera) | A     | Ole Andreas Nesset      |

| N. |                           | Ruolo | Calciatore                |
| -- | ------------------------- | ----- | ------------------------- |
| 16 | Norvegia (bandiera)       | C     | Henrik Kristiansen        |
| 17 | Norvegia (bandiera)       | D     | Lars Ranger               |
| 18 | Norvegia (bandiera)       | A     | Herman Henriksen          |
| 19 | Norvegia (bandiera)       | A     | Kristoffer Normann Hansen |
| 20 | Norvegia (bandiera)       | D     | Morten Sundli             |
| 21 | Norvegia (bandiera)       | A     | Sebastian Remme Berge     |
| 22 | Norvegia (bandiera)       | D     | Karsten Rognerud          |
| 22 | Costa d'Avorio (bandiera) | C     | Vamouti Diomande          |
| 23 | Norvegia (bandiera)       | A     | Fredrik Ullersmo          |
| 24 | Norvegia (bandiera)       | C     | Sindre Engja Rindal       |
| 25 | Norvegia (bandiera)       | C     | Martin Torp               |
| 26 | Norvegia (bandiera)       | D     | Espen Garnås              |
| 27 | Norvegia (bandiera)       | C     | Sakarias Opsahl           |
| 31 | Norvegia (bandiera)       | P     | Stefan Hagerup            |

## Calciomercato

### Sessione invernale(dal 09/01 al 01/04)
| Arrivi | Arrivi                | Arrivi        | Arrivi     |
| R.     | Nome                  | da            | Modalità   |
| ------ | --------------------- | ------------- | ---------- |
| D      | Vegard Kongsro        | Pors Grenland | definitivo |
| D      | Lars Ranger           | Lillestrøm    | prestito   |
| C      | Sverre Økland         |               | svincolato |
| C      | Magnus Retsius Grødem | Vålerenga     | prestito   |

| Partenze | Partenze             | Partenze     | Partenze   |
| R.       | Nome                 | a            | Modalità   |
| -------- | -------------------- | ------------ | ---------- |
| D        | Emmanuel Troudart    |              | svincolato |
| C        | Jan Tore Amundsen    |              | ritiro     |
| C        | Truls Jørstad        |              | svincolato |
| C        | Mats André Kaland    |              | svincolato |
| C        | Nicolay Solberg      |              | svincolato |
| A        | Lars-Jørgen Salvesen | Sarpsborg 08 | definitivo |

### Tra le due sessioni
| Arrivi | Arrivi          | Arrivi    | Arrivi   |
| R.     | Nome            | da        | Modalità |
| ------ | --------------- | --------- | -------- |
| C      | Sakarias Opsahl | Vålerenga | prestito |

| Partenze | Partenze              | Partenze  | Partenze      |
| R.       | Nome                  | a         | Modalità      |
| -------- | --------------------- | --------- | ------------- |
| C        | Magnus Retsius Grødem | Vålerenga | fine prestito |

### Sessione estiva(dal 01/08 al 31/08)
| Arrivi | Arrivi           | Arrivi    | Arrivi   |
| R.     | Nome             | da        | Modalità |
| ------ | ---------------- | --------- | -------- |
| C      | Vamouti Diomande | Mjøndalen | prestito |
| A      | Alfred Scriven   | Mjøndalen | prestito |

| Partenze | Partenze         | Partenze      | Partenze |
| R.       | Nome             | a             | Modalità |
| -------- | ---------------- | ------------- | -------- |
| A        | Herman Henriksen | Eidsvold Turn | prestito |

## Risultati

### 1. divisjon

#### Girone di andata
| Arbitro: | Amland (Bergen) |

|                    |           |                 |
| Gussiås 61’ (rig.) | Marcatori | 59’ Remme Berge |

| Arbitro: | Higraff |

|                                                    |           |  |
| Normann Hansen 8’ Trøen 17’ (rig.) Remme Berge 25’ | Marcatori |  |

| Arbitro: | Tennøy |

|  |           |                                                                                               |
|  | Marcatori | 9’, 26’ Remme Berge 35’ Normann Hansen 60’ Trøen 67’ Kitolano 73’, 88’ Nesset 78’ Kristiansen |

| Arbitro: | Røvig Sletner |

|  |           |                                |
|  | Marcatori | 40’ (aut.) Kitolano 83’ Holter |

| Arbitro: | Higraff |

|                         |           |  |
| Stephensen 48’ Dang 57’ | Marcatori |  |

| Arbitro: | Tennøy (Trondheim) |

|                                                 |           |                                     |
| Retsius Grødem 6’ Normann Hansen 11’ Sundli 51’ | Marcatori | 13’ T. Skogsrud 81’ (rig.) Tavakoli |

| Arbitro: | Medic |

|                              |           |  |
| Anene 2’ Wichmann 86’ (rig.) | Marcatori |  |

| Arbitro: | Lien |

|                                            |           |            |
| Normann Hansen 17’, 68’ Retsius Grødem 46’ | Marcatori | 51’ Hustad |

| Jessheim 25 maggio 2019, ore 15:30 9ª giornata | Ullensaker/Kisa | 0 – 0 referto | HamKam | Jessheim Stadion (911 spett.)\| Arbitro: \| Sinnes \| |
| Arbitro:                                       | Sinnes          |               |        |                                                       |

| Arbitro: | Hagenes (Flaktveit) |

|                |           |  |
| Þrándarson 43’ | Marcatori |  |

| Arbitro: | Steen |

|                                                        |           |          |
| Garnås 10’ Kristiansen 75’ Trøen 78’, 90’ Kitolano 86’ | Marcatori | 13’ Race |

| Arbitro: | Aslam |

|                      |           |                              |
| Engblom 8’, 78’, 90’ | Marcatori | 37’ (rig.) Økland 60’ Langås |

| Arbitro: | Amland (Bergen) |

|                                                           |           |                      |
| Kristiansen 33’ Martin Trøen 37’ (rig.) Kitolano 45’, 53’ | Marcatori | 28’ Hammer 52’ Rasch |

| Arbitro: | Koløy |

|                         |           |  |
| Kapidžić 2’ Eriksen 35’ | Marcatori |  |

| Arbitro: | Hagenes |

|  |           |                                 |
|  | Marcatori | 15’ (aut.) Ranger 38’ Bringaker |

#### Girone di ritorno
| Arbitro: | Amland (Bergen) |

|                                     |           |  |
| A. Hoven 30’ Schulze 65’ Haugen 89’ | Marcatori |  |

| Jessheim 11 agosto 2019, ore 18:00 17ª giornata        | Ullensaker/Kisa | 1 – 1 referto | Nest-Sotra | Jessheim Stadion (615 spett.) |
| \| \| \| \| \| Langås 58’ \| Marcatori \| 38’ Sande \| |                 |               |            |                               |
|                                                        |                 |               |            |                               |
| Langås 58’                                             | Marcatori       | 38’ Sande     |            |                               |

| Arbitro: | Hauge |

|                                                          |           |                     |
| Strand Nilsen 19’ Henningsson 45’ Doghman 72’ Bizoza 90’ | Marcatori | 32’ Garnås 36’ Torp |

| Arbitro: | Lien |

|                     |           |           |
| Scriven 5’ Torp 15’ | Marcatori | 72’ Kachi |

| Arbitro: | Tennøy |

|                                                                 |           |             |
| Agouda 27’ Sortevik 35’ Hammer 62’ Fredheim Holm 86’ Vedvik 90’ | Marcatori | 71’ Scriven |

| Arbitro: | Aslam |

|                             |           |                              |
| Normann Hansen 41’ Torp 54’ | Marcatori | 1’ (aut.) Sundli 81’ Gussiås |

| Arbitro: | Sinnes |

|                                |           |  |
| Abubakar 59’ Bolkan Nordli 81’ | Marcatori |  |

| Arbitro: | Koløy |

|            |           |  |
| Nesset 39’ | Marcatori |  |

| Arbitro: | Amland (Bergen) |

|             |           |                       |
| Ibrahim 40’ | Marcatori | 64’ Langås 90’ Nesset |

| Arbitro: | Hansen Grøtta |

|                        |           |                      |
| Scriven 73’ Garnås 86’ | Marcatori | 13’ Guèye 63’ Castro |

| Notodden 6 ottobre 2019, ore 18:00 26ª giornata | Notodden | 0 – 0 referto | Ullensaker/Kisa | Idrettsparken (427 spett.)\| Arbitro: \| Lien \| |
| Arbitro:                                        | Lien     |               |                 |                                                  |

| Arbitro: | Aslam |

|             |           |                          |
| Buduson 18’ | Marcatori | 89’ Hagerup 90’ Diomande |

| Arbitro: | Sinnes |

|  |           |                        |
|  | Marcatori | 54’ Mjelde 68’ Engblom |

| Arbitro: | Hauge |

|                   |           |            |
| Ramsland 37’, 90’ | Marcatori | 30’ Langås |

| Arbitro: | Medic |

|                     |           |  |
| Ranger 41’ Torp 48’ | Marcatori |  |

### Norgesmesterskapet
| Arbitro: | Hussain |

|                       |           |                                    |
| Jansen 50’ Skogli 76’ | Marcatori | 11’ Henriksen 63’ Torp 75’ Søreide |

| Arbitro: | Bodding |

|           |           |                                    |
| Singh 78’ | Marcatori | 24’ Økland 36’ Nesset 45’ Kitolano |

| Arbitro: | Kjensli (Oslo) |

|            |           |                          |
| Langås 65’ | Marcatori | 72’ David 102’ Adegbenro |

## Statistiche

### Statistiche di squadra
| Competizione       | Punti | In casa | In casa | In casa | In casa | In casa | In casa | In trasferta | In trasferta | In trasferta | In trasferta | In trasferta | In trasferta | Totale | Totale | Totale | Totale | Totale | Totale | DR |
| Competizione       | Punti | G       | V       | N       | P       | Gf      | Gs      | G            | V            | N            | P            | Gf           | Gs           | G      | V      | N      | P      | Gf     | Gs     | DR |
| ------------------ | ----- | ------- | ------- | ------- | ------- | ------- | ------- | ------------ | ------------ | ------------ | ------------ | ------------ | ------------ | ------ | ------ | ------ | ------ | ------ | ------ | -- |
| 1. divisjon        | 39    | 15      | 8       | 4       | 3       | 28      | 18      | 15           | 3            | 2            | 10           | 19           | 29           | 30     | 11     | 6      | 13     | 47     | 47     | 0  |
| Norgesmesterskapet | -     | 1       | 0       | 0       | 1       | 1       | 2       | 2            | 2            | 0            | 0            | 6            | 3            | 3      | 2      | 0      | 1      | 7      | 5      | +2 |
| Totale             | -     | 16      | 8       | 4       | 4       | 29      | 20      | 17           | 5            | 2            | 10           | 25           | 32           | 33     | 13     | 6      | 14     | 54     | 52     | +2 |

### Andamento in campionato
| Giornata  | 1 | 2 | 3 | 4 | 5 | 6 | 7 | 8 | 9 | 10 | 11 | 12 | 13 | 14 | 15 | 16 | 17 | 18 | 19 | 20 | 21 | 22 | 23 | 24 | 25 | 26 | 27 | 28 | 29 | 30 |
| --------- | - | - | - | - | - | - | - | - | - | -- | -- | -- | -- | -- | -- | -- | -- | -- | -- | -- | -- | -- | -- | -- | -- | -- | -- | -- | -- | -- |
| Luogo     | T | C | T | C | T | C | T | C | C | T  | C  | T  | C  | T  | C  | T  | C  | T  | C  | T  | C  | T  | C  | T  | C  | T  | T  | C  | T  | C  |
| Risultato | N | V | V | P | P | V | P | V | N | P  | V  | P  | V  | P  | P  | P  | N  | P  | V  | P  | N  | P  | V  | V  | N  | N  | V  | P  | P  | V  |
| Posizione | 7 | 3 | 1 | 4 | 7 | 3 | 7 | 4 | 7 | 7  | 7  | 7  | 7  | 7  | 9  | 9  | 9  | 11 | 9  | 10 | 10 | 12 | 12 | 12 | 11 | 10 | 9  | 9  | 10 | 8  |

Fonte:  OBOS-ligaen 2019, su altomfotball.no, Altomfotball. URL consultato il 29 luglio 2022 (archiviato dall'url originale il 17 gennaio 2022).
Legenda:

Luogo: C = Casa; T = Trasferta. Risultato: V = Vittoria; N = Pareggio; P = Sconfitta.

### Statistiche dei giocatori
| Giocatore         | 1. divisjon | 1. divisjon | 1. divisjon | 1. divisjon | Norgesmesterskapet | Norgesmesterskapet | Norgesmesterskapet | Norgesmesterskapet | Coppe europee | Coppe europee | Coppe europee | Coppe europee | Altre coppe | Altre coppe | Altre coppe | Altre coppe | Totale   | Totale | Totale      | Totale     |
| Giocatore         | Presenze    | Reti        | Ammonizioni | Espulsioni  | Presenze           | Reti               | Ammonizioni        | Espulsioni         | Presenze      | Reti          | Ammonizioni   | Espulsioni    | Presenze    | Reti        | Ammonizioni | Espulsioni  | Presenze | Reti   | Ammonizioni | Espulsioni |
| ----------------- | ----------- | ----------- | ----------- | ----------- | ------------------ | ------------------ | ------------------ | ------------------ | ------------- | ------------- | ------------- | ------------- | ----------- | ----------- | ----------- | ----------- | -------- | ------ | ----------- | ---------- |
| C. Aas            | 28          | 0           | 3           | 0           | 2                  | 0                  | 0                  | 0                  |               |               |               |               |             |             |             |             | 30       | 0      | 3           | 0          |
| C. Abshir         | 8           | 0           | 0           | 0           | 3                  | 0                  | 0                  | 0                  |               |               |               |               |             |             |             |             | 11       | 0      | 0           | 0          |
| V. Diomande       | 12          | 1           | 0           | 0           | -                  | -                  | -                  | -                  |               |               |               |               |             |             |             |             | 12       | 1      | 0           | 0          |
| S. Engja Rindal   | 0           | 0           | 0           | 0           | 0                  | 0                  | 0                  | 0                  |               |               |               |               |             |             |             |             | 0        | 0      | 0           | 0          |
| E. Garnås         | 24          | 3           | 7           | 1           | 3                  | 0                  | 1                  | 0                  |               |               |               |               |             |             |             |             | 27       | 3      | 8           | 1          |
| C. Gjertsen       | 0           | 0           | 0           | 0           | 0                  | 0                  | 0                  | 0                  |               |               |               |               |             |             |             |             | 0        | 0      | 0           | 0          |
| S. Hagerup        | 30          | -47, 1      | 2           | 0           | 3                  | -5                 | 0                  | 0                  |               |               |               |               |             |             |             |             | 33       | -52    | 2           | 0          |
| A. Håkull-Vangen  | 0           | 0           | 0           | 0           | 0                  | 0                  | 0                  | 0                  |               |               |               |               |             |             |             |             | 0        | 0      | 0           | 0          |
| H. Henriksen      | 1           | 0           | 0           | 0           | 2                  | 1                  | 0                  | 0                  |               |               |               |               |             |             |             |             | 3        | 1      | 0           | 0          |
| S. Jonassen Forø  | 0           | 0           | 0           | 0           | 0                  | 0                  | 0                  | 0                  |               |               |               |               |             |             |             |             | 0        | 0      | 0           | 0          |
| E. Kitolano       | 30          | 4           | 3           | 0           | 2                  | 1                  | 0                  | 0                  |               |               |               |               |             |             |             |             | 32       | 5      | 3           | 0          |
| V. Kongsro        | 13          | 0           | 2           | 0           | 3                  | 0                  | 0                  | 0                  |               |               |               |               |             |             |             |             | 16       | 0      | 2           | 0          |
| H. Kristiansen    | 13          | 3           | 0           | 0           | 3                  | 0                  | 0                  | 0                  |               |               |               |               |             |             |             |             | 16       | 3      | 0           | 0          |
| O. Langås         | 28          | 4           | 0           | 0           | 2                  | 1                  | 0                  | 0                  |               |               |               |               |             |             |             |             | 30       | 5      | 0           | 0          |
| O. Nesset         | 25          | 4           | 0           | 0           | 3                  | 1                  | 0                  | 0                  |               |               |               |               |             |             |             |             | 28       | 5      | 0           | 0          |
| K. Normann Hansen | 22          | 6           | 1           | 0           | 2                  | 0                  | 0                  | 0                  |               |               |               |               |             |             |             |             | 24       | 6      | 1           | 0          |
| S. Økland         | 23          | 1           | 1           | 0           | 2                  | 1                  | 0                  | 0                  |               |               |               |               |             |             |             |             | 25       | 2      | 1           | 0          |
| S. Opsahl         | 12          | 0           | 0           | 0           | -                  | -                  | -                  | -                  |               |               |               |               |             |             |             |             | 12       | 0      | 0           | 0          |
| L. Ranger         | 19          | 1           | 3           | 1           | 2                  | 0                  | 0                  | 0                  |               |               |               |               |             |             |             |             | 21       | 1      | 3           | 1          |
| S. Remme Berge    | 11          | 4           | 0           | 0           | 0                  | 0                  | 0                  | 0                  |               |               |               |               |             |             |             |             | 11       | 4      | 0           | 0          |
| M. Retsius Grødem | 6           | 2           | 1           | 0           | 1                  | 0                  | 0                  | 0                  |               |               |               |               |             |             |             |             | 7        | 2      | 1           | 0          |
| K. Rognerud       | 0           | 0           | 0           | 0           | 0                  | 0                  | 0                  | 0                  |               |               |               |               |             |             |             |             | 0        | 0      | 0           | 0          |
| A. Scriven        | 13          | 3           | 2           | 1           | -                  | -                  | -                  | -                  |               |               |               |               |             |             |             |             | 13       | 3      | 2           | 1          |
| M. Søreide        | 8           | 0           | 0           | 0           | 2                  | 1                  | 0                  | 0                  |               |               |               |               |             |             |             |             | 10       | 1      | 0           | 0          |
| M. Sundli         | 23          | 1           | 3           | 1           | 2                  | 0                  | 0                  | 0                  |               |               |               |               |             |             |             |             | 25       | 1      | 3           | 1          |
| M. Torp           | 29          | 4           | 4           | 0           | 2                  | 1                  | 0                  | 0                  |               |               |               |               |             |             |             |             | 31       | 5      | 4           | 0          |
| M. Trøen          | 17          | 5           | 2           | 0           | 1                  | 0                  | 0                  | 0                  |               |               |               |               |             |             |             |             | 18       | 5      | 2           | 0          |
| F. Ullersmo       | 0           | 0           | 0           | 0           | 0                  | 0                  | 0                  | 0                  |               |               |               |               |             |             |             |             | 0        | 0      | 0           | 0          |
| N. Walstad        | 23          | 0           | 4           | 0           | 2                  | 0                  | 1                  | 0                  |               |               |               |               |             |             |             |             | 25       | 0      | 5           | 0          |